# Odontonema rutilans
Odontonema rutilans är en akantusväxtart som beskrevs av Carl Ernst Otto Kuntze. Odontonema rutilans ingår i släktet Odontonema och familjen akantusväxter. Inga underarter finns listade i Catalogue of Life.